# Siarhiej Mikulczyk
Siarhiej Alaksandrawicz Mikulczyk, błr. Сергей Александрович Микульчик, ros. Сергей Александрович Микульчик – Siergiej Aleksandrowicz Mikulczik (ur. 7 października 1994 w Grodnie) – białoruski hokeista pochodzenia polskiego.

## Kariera
- HK Nioman 2 Grodno (2010-2011)
- RCOP Raubicze (2011-2012)
- HK Nioman 2 Grodno (2012-2013)
- Dynama-Szynnik Bobrujsk (2013-2014)
- HK Nioman 2 Grodno / HK Nioman Grodno (2014-2015)
- Zagłębie Sosnowiec (2015-2016, 2017)
- HK Wołky Browary (2017-2018)
- Kryżani Wowky Kijów (2018-2020)
- HK Lida (2020-)

Wychowanek Niomana Grodno. Występował w drugiej lidze białoruskiej, rosyjskiej lidze juniorskiej MHL i
białoruskiej ekstralidze. Od sierpnia 2015 zawodnik Zagłębia Sosnowiec w sezonie Polskiej Hokej Ligi 2015/2016. Od stycznia 2017 był ponownie zawodnikiem Zagłębia w edycji I ligi 2016/2017. Po sezonie wyjechał na Ukrainę, gdzie zagrał trzy sezony. W czerwcu 2020 przeszedł do HK Lida.
Uczestniczył w turnieju mistrzostw świata do lat 20 w 2014.

## Sukcesy
Klubowe
- Puchar Białorusi: 2014 z Niomanem Grodno